# Home (álbum de Sevendust)
Home es el segundo álbum de la banda estadounidense de metal alternativo Sevendust lanzado en 1999 por el sello discográfico TVT Records.

## Lista de canciones
1. «Home» - 3:34
2. «Denial» - 4:17
3. «Headtrip» - 3:08
4. «Insecure» - 1:01
5. «Reconnect» - 3:37
6. «Waffle» - 3:30
7. «Rumble Fish» - 3:22
8. «Licking Cream» (con Skin) - 3:17
9. «Grasp» - 4:21
10. «Crumbled» - 3:28
11. «Feel So» - 3:38
12. «Grasshopper» - 0:08
13. «Bender» (con Chino Moreno, Troy McLawhorn) - 3:45

## Personal
- Lajon Witherspoon - voz
- John Connolly - guitarra, coros
- Clint Lowery - guitarra, coros
- Vinnie Hornsby - bajo eléctrico1bajo
- Morgan Rose - batería, coros
- Deborah Anne "Skin" Dyer - voz adicional (8)
- Chino Moreno - voz adicional (13)
- Troy McLawhorn - guitarra adicional (13)